# Міссі (порноакторка)
Марія Крістіна Вітлі (24 вересня 1967 — 13 серпня 2008), відома як Міссі — колишня американська порноакторка.

## Біографія
Потрапила в порноіндустрію в 1994 році. Уклала контракт з порностудією Wicked Pictures в 1997 році. Отримала кілька порнопремій. 
Покинула порноіндустрію в 2001 році, надіславши в AVN журнал відкритого листа, де повідомила, що знайшла релігію після перенесеного психічного розладу. 
Померла в серпні 2008 року від передозування серцевих ліків. Інформація про її смерть свідомо приховувалася родиною, щоб ніхто з порноіндустрії не прийшов на її похорон.

## Нагороди
- 1996 NightMoves Award — Best New Starlet (Fan's Choice)
- 2002 AVN Hall of Fame inductee[7]
- 2009 XRCO Hall of Fame inductee[8]